# CKAP2
La proteína 2 asociada al citoesqueleto es una proteína que en humanos está codificada por el gen CKAP2 .
El gen CKAP2 humano, cuyo ADNc se conoce como LB1, es una proteína asociada al citoesqueleto involucrada en la progresión mitótica. Su alta actividad transcripcional se ha observado en los testículos, el timo y los linfomas difusos de células B. El gen codifica una proteína de 683 residuos, que carece de homología con secuencias de aminoácidos conocidas. Ante la evidencia del análisis de inmunofluorescencia, el producto CKAP2 es una proteína citoplasmática asociada con fibrillas citoesqueléticas. El gen CKAP2 está en el cromosoma 13q14. Los reordenamientos de esta región dan como resultado varios tumores. Por tanto, se han detectado deleciones en mieloma múltiple, cáncer de próstata, carcinoma de células escamosas de cabeza y cuello, leucemia prolinfocítica de células B, linfoma no Hodgkin y en más de la mitad de los casos de leucemia linfocítica crónica de células B.